# Aleksey Sokirskiy
Aleksey Sokirskiy (né le 16 mars 1985 à Horlivka) est un athlète ukrainien, spécialiste du lancer de marteau. En tant que Criméen, résidant à Saki (Crimée), il devient russe en 2015.

## Biographie
Son meilleur lancer est de 76,60 m en 2009 et de 76,52 m en 2010 avant de s'améliorer de 10 cm, en 76,62 m aux Championnats d'Europe de Barcelone. Il a été finaliste aux Championnats du monde junior en 2004, 5e en Coupe d'Europe 2005, 6e aux Championnats d'Europe espoirs 2007 et champion national en 2010. En 2011, il s'améliore ultérieurement en 77,98 m à Kiev le 9 juillet.
Le 18 juillet 2015 lors du meeting des frères Znamenskiy, il lance le marteau à 75,29 m avec son nouveau maillot russe.
À la suite de la suspension de la Russie pour dopage organisé, Aleksey Sokirskiy n'a pu participer à des compétitions hors du territoire et a donc manqué les 3 rendez-vous internationaux de 2016 : les mondiaux en salle, les Championnats d'Europe et les Jeux olympiques de Rio. Le 23 février 2017, il fait partie des 3 athlètes russes (avec Anzhelika Sidorova et Kristina Sivkova) à être autorisés à concourir sous la bannière d'"athlète neutre" par l'IAAF.

## Palmarès
| Date                      | Compétition                          | Lieu                                | Résultat                | Marque                  |
| Représentant l' Ukraine   | Représentant l' Ukraine              | Représentant l' Ukraine             | Représentant l' Ukraine | Représentant l' Ukraine |
| ------------------------- | ------------------------------------ | ----------------------------------- | ----------------------- | ----------------------- |
| 2004                      | Championnats du monde juniors        | Grosseto                            | 8e                      | 68,33 m                 |
| 2009                      | Universiade                          | Belgrade                            | 3e                      | 73,73 m                 |
| 2010                      | Championnats d'Europe                | Barcelone                           | 6e                      | 76,62 m                 |
| 2011                      | Coupe d'Europe hivernale des lancers | Sofia                               | 3e                      | 76,84 m                 |
| 2011                      | Championnats d'Europe par équipes    | Stockholm                           | 3e                      | 76,96 m                 |
| 2012                      | Jeux olympiques                      | Londres                             | 4e                      | 78,25 m                 |
| 2012                      | Challenge IAAF du lancer de marteau  | Challenge IAAF du lancer de marteau | 3e                      | —                       |
| En tant qu'athlète neutre |                                      |                                     |                         |                         |
| 2017                      | Championnats du monde                | Londres                             | 5e                      | 77,50 m                 |

## Records
| Épreuve           | Performance | Lieu   | Date           |
| ----------------- | ----------- | ------ | -------------- |
| Lancer du marteau | 78,91 m     | Madrid | 7 juillet 2012 |